# Hawthorne Heights

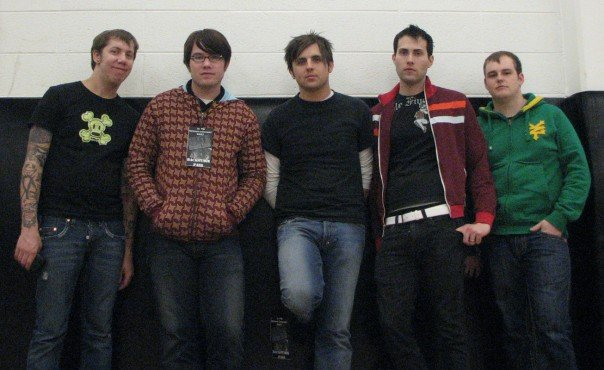

Hawthorne Heights is een Amerikaanse emo rockband die in juni 2001 in Dayton, Ohio werd opgericht. De originele naam van de band was A Day In The Life maar de naam veranderde naarmate de band andere muziek ging composeren. JT Woodruff is de voorman en zingt en speelt gitaar, Matt Ridenour speelt bass, Eron Bucciarelli drums, en Micah Carli speelt gitaar. Casey Calvert speelde ook gitaar, maar stierf op 24 november 2007 in zijn slaap, net toen de band aan het toeren was.

## Muziekstijl
De muziekstijl van Hawthorne Heights is te typeren als een mengeling van rockmuziek met kenmerken van hardcore punk en in meerdere mate emocore.

## Bandleden
- Eron Bucciarelli - drums
- Casey Calvert - zang/gitaar (overleden 24 november 2007)
- Micah Carli - gitaar
- Matt Ridenour - zang/bas
- JT Woodruff - zang/gitaar

## Albums
- The Silence in Black and White (2004)
- If Only You Were Lonely (2006)
- Fragile Future (2008)
- Skeletons (2010)
- Zero (2013)
- The Silence in Black and White Acoustic (2014)
- Bad Frequencies (2018)

## Singles
| Jaar | Titel                | Posities   | Posities       | Album                          |
| Jaar | Titel                | US Hot 100 | US Modern Rock | Album                          |
| ---- | -------------------- | ---------- | -------------- | ------------------------------ |
|      | "Diamond eyes"       | -          | tip            | If Only You Were Lonely        |
| 2005 | "Ohio Is For Lovers" | -          | #20            | The Silence in Black and White |
| 2005 | "Niki FM"            | -          | -              | The Silence in Black and White |
| 2006 | "Saying Sorry"       | -          | #20            | If Only You Were Lonely        |